# Esquerda cristã
A expressão esquerda cristã designa o conjunto de movimentos políticos e sociais cristãos, situados no campo da esquerda. A esquerda cristã está presente no Catolicismo, Protestantismo e Cristianismo evangélico. Caracteriza-se pela defesa da justiça social, com base na doutrina cristã.  

## Doutrina
O socialismo cristão tem suas origens na mensagem de Jesus Cristo nos evangelhos, particularmente no Sermão da Montanha. Baseia-se na ideia de igualdade entre os homens, fraternidade entre os homens e dignidade humana. Em particular, ele defende um certo desapego pessoal das riquezas materiais e dos prazeres e ajuda aos mais pobres e perseguidos.

## Cristianismo evangélico
Na América do Norte, a esquerda evangélica desenvolveu-se principalmente nos Estados Unidos, com a imigração de anabatistas que lutaram contra o establishment e fez campanha pela democracia e pela participação de todos os humanos.  Outros movimentos foram significativos, como o Abolicionismo no Reino Unido do século XVIII e o Abolicionismo nos Estados Unidos do século XIX. Alguns evangélicos têm defendido direitos das mulheres, como ordenação pastoral e direito de voto. Devido à controvérsia fundamentalista do início do século 20, o movimento e o ativismo social perderam força.  No entanto, no final da década de 1940, teólogos evangélicos do Fuller Theological Seminary fundado em Pasadena, Califórnia, em 1947, defenderam a importância cristã do ativismo. Ela experimentou um novo ímpeto na década de 1960 com a fundação da Conferência da Liderança Cristã do Sul em 1957, liderada pelo pastor batista Martin Luther King Jr.. 